# Topologia wprowadzona przez rodzinę przekształceń
Topologia wprowadzona przez rodzinę przekształceń (także słaba topologia, ang. initial topology) – najuboższa topologia w danym zbiorze {\displaystyle X,} względem której każde przekształcenie ze z góry zadanej rodziny przekształceń zbioru {\displaystyle X} o wartościach w przestrzeniach topologicznych jest ciągłe. Pojęcie topologii wprowadzonej przez rodzinę przekształceń wprowadził Nicolas Bourbaki.

## Konstrukcja
Niech {\displaystyle X} będzie zbiorem, {\displaystyle \{Y_{i}\colon i\in I\}} będzie rodziną przestrzeni topologicznych oraz niech dla każdego {\displaystyle i} dana będzie funkcja (przekształcenie)
{\displaystyle f_{i}\colon X\to Y_{i}.}
W zbiorze {\displaystyle X} istnieje najsłabsza topologia, względem której każda funkcja {\displaystyle f_{i}} jest ciągła. Bazą tej topologii jest rodzina zbiorów postaci
{\displaystyle \bigcap _{i\in J}f_{i}^{-1}[V_{i}],}
gdzie {\displaystyle J} jest skończonym podzbiorem zbioru {\displaystyle I} oraz {\displaystyle V_{i}} jest otwartym podzbiorem {\displaystyle Y_{i}.} Topologia ta nazywana jest topologią wyznaczoną przez rodzinę przekształceń {\displaystyle \{f_{i}\colon i\in I\}.}
- Przekształcenie przestrzeni topologicznej {\displaystyle W} w przestrzeń {\displaystyle Y,} której topologia jest wyznaczona przez rodzinę przekształceń {\displaystyle \{f_{i}\colon \,i\in I\},} gdzie {\displaystyle f_{i}\colon Y\to Z_{i},} jest ciągłe wtedy i tylko wtedy, gdy dla każdego {\displaystyle i} złożenie {\displaystyle f_{i}\circ f} jest ciągłe.

## Przykłady
- Jeżeli {\displaystyle X} jest przestrzenią liniowo-topologiczną, której przestrzeń sprzężona {\displaystyle X^{*}} jest nietrywialna (na przykład, {\displaystyle X} jest przestrzenią lokalnie wypukłą, w szczególności, przestrzenią unormowaną), to w zbiorze {\displaystyle X} można wprowadzić topologię wyznaczoną przez rodzinę {\displaystyle \{x^{*}\colon \,x^{*}\in X^{*}\}.} Topologia ta, nazywana słabą topologią w {\displaystyle X,} jest liniowa oraz lokalnie wypukła.
- Jeżeli {\displaystyle X} jest taką przestrzenią liniowo-topologiczną jak wyżej, to w przestrzeni {\displaystyle X^{*}} można wprowadzić tzw. *-słabą topologię, tj. topologię wprowadzoną przez rodzinę przekształceń {\displaystyle \{\Phi _{x}\colon \,x\in X\},} gdzie {\displaystyle \Phi _{x}x^{*}=x^{*}x} dla {\displaystyle x\in X} i {\displaystyle x^{*}\in X^{*}} (każde odwzorowanie {\displaystyle \Phi _{x}} jest funkcjonałem liniowym na {\displaystyle X^{*}}).